# La Grave
La Grave település Franciaországban, Hautes-Alpes megyében. Lakosainak száma 479 fő (2022. január 1.). La Grave Le Monêtier-les-Bains, Villar-d’Arêne, Besse, Mizoën, Saint-Christophe-en-Oisans, Saint-Jean-d’Arves, Valloire és Les Deux Alpes községekkel határos.

## Népesség
A település népességének változása:
| Lakosok száma | 562  | 453  | 455  | 487  | 487  | 487  | 482  | 479  | 477  | 479  |
|               | 1968 | 1982 | 1990 | 2006 | 2013 | 2015 | 2017 | 2019 | 2020 | 2022 |